# سروب گریگوریان
سروب داویتی گریگوریان (ارمنی: Սերոբ Դավիթի Գրիգորյան؛ زادهٔ ۴ فوریهٔ ۱۹۹۵) بازیکن فوتبال در پست اهل ارمنستان است.

## باشگاهی
از باشگاه‌هایی که در آن بازی کرده‌است می‌توان به باشگاه فوتبال شیراک، باشگاه فوتبال پیونیک و باشگاه فوتبال کریلیا سووتوف سامارا اشاره کرد.
تا تاریخ match played 12 دسامبر ۲۰۲۰
| باشگاه               | فصل          | لیگ                      | لیگ    | لیگ  | جام حذفی | جام حذفی | قاره ای | قاره ای | سایر   | سایر | مجموع  | مجموع |
| باشگاه               | فصل          | دسته                     | بازی‌ها | گل‌ها | بازی‌ها   | گل‌ها     | بازی‌ها  | گل‌ها    | بازی‌ها | گل‌ها | بازی‌ها | گل‌ها  |
| -------------------- | ------------ | ------------------------ | ------ | ---- | -------- | -------- | ------- | ------- | ------ | ---- | ------ | ----- |
| باشگاه فوتبال پیونیک | ۲۰۱۵–۱۶      | لیگ برتر فوتبال ارمنستان | ۶      | ۰    | ۰        | ۰        | ۰       | ۰       | ۰      | ۰    | ۶      | ۰     |
| باشگاه فوتبال پیونیک | ۲۰۱۶–۱۷      | لیگ برتر فوتبال ارمنستان | ۲۸     | ۰    | ۵        | ۰        | ۱       | ۰       | -      | -    | ۳۴     | ۰     |
| باشگاه فوتبال پیونیک | ۲۰۱۷–۱۸      | لیگ برتر فوتبال ارمنستان | ۲۳     | ۰    | ۲        | ۰        | ۲       | ۰       | -      | -    | ۲۷     | ۰     |
| باشگاه فوتبال پیونیک | ۲۰۱۸–۱۹      | لیگ برتر فوتبال ارمنستان | ۹      | ۰    | ۱        | ۰        | ۶       | ۰       | -      | -    | ۱۶     | ۰     |
| باشگاه فوتبال پیونیک | ۲۰۱۹–۲۰      | لیگ برتر فوتبال ارمنستان | ۱۶     | ۰    | ۱        | ۰        | ۰       | ۰       | -      | -    | ۱۷     | ۰     |
| باشگاه فوتبال پیونیک | ۲۰۲۰–۲۱      | لیگ برتر فوتبال ارمنستان | ۱۰     | ۰    | ۱        | ۰        | -       | -       | -      | -    | ۱۱     | ۰     |
| باشگاه فوتبال پیونیک | مجموع        | مجموع                    | ۹۲     | ۰    | ۱۰       | ۰        | ۹       | ۰       | -      | -    | ۱۱۱    | ۰     |
| Career total         | Career total | Career total             | ۹۲     | ۰    | ۱۰       | ۰        | ۹       | ۰       | -      | -    | ۱۱۱    | ۰     |

1. 1 2 3 4 5  حضورها در لیگ اروپا
2. ↑  حضورها در سوپر جام فوتبال ارمنستان

### تیم ملی
تا تاریخ match played 18 November 2020
| تیم ملی فوتبال ارمنستان | تیم ملی فوتبال ارمنستان | تیم ملی فوتبال ارمنستان |
| سال                     | بازی‌ها                  | گل‌ها                    |
| ----------------------- | ----------------------- | ----------------------- |
| ۲۰۲۰                    | ۴                       | ۰                       |
| مجموع                   | ۴                       | ۰                       |

## تیم ملی
وی همچنین در تیم‌های ملی فوتبال زیر ۱۷ سال ارمنستان، زیر ۱۹ سال ارمنستان، زیر ۲۱ سال ارمنستان، و ارمنستان بازی کرده‌است. گریگوریان نخستین بازی ملی خود را در چهارچوب 2020-21 UEFA Nations League, Group C2 در تاریخ ۰۵ سپتامبر ۲۰۲۰ در اسکوپیه در مقابل مقدونیه شمالی انجام داده‌است.